# Ospedale Maggiore di Cremona
L'ospedale Maggiore di Cremona è il principale centro ospedaliero di Cremona e dell'ASST omonima.

## Storia
Il primo ospedale cremonese viene fondato nel 1451 dall'unione di vari enti caritatevoli e su impulso del Duca di Milano, su esempio dell'Ospedale Maggiore di Milano.
Nel 1777 varie chiese e monasteri, grazie alla riforma di Maria Teresa d'Austria, entrano nella disponibilità dell'ospedale. Perde la sua autonomia nel 1809 durante il governo napoleonico ma la riottiene nel 1821, quando viene dichiarato autonomo dalle autorità del Regno Lombardo-Veneto e i suoi dirigenti sono scelti dalla congregazione provinciale.
Nel 1862 il Regno d'Italia decide di istituire un'unica congregazione di carità provinciale, alla quale l'ospedale apparteneva, ma nel 1880 viene istituito un Consiglio degli Istituti Ospedalieri al quale aderisce, per divenirvi definitivamente parte nel 1935.
L'11 aprile 1965 viene posata la prima pietra del nuovo ospedale alla presenza del ministro della salute Luigi Mariotti e la struttura è ultimata nel 1970.
Nel luglio 2025 viene riorganizzato il reparto oncologico.